# Municipio Santa Rita (Zulia)
Santa Rita es uno de los 21 municipios que conforman al estado venezolano de Zulia. Su Capital es la ciudad homónima Santa Rita.

## Historia
El actual municipio Santa Rita estuvo originalmente habitado por pueblos amerindios de origen arawako. La ciudad capital fue fundada en 1790 por el gobernador Joaquín Primo de Rivera. Posteriormente, Santiago Hernández Milanes elevó a Santa Rita a parroquia eclesiástica y decretó que su patrona oficial sería la Virgen del Rosario de Aránzazu.
Sin embargo, los primeros colonizadores que llegaron a estas tierras trajeron consigo la devoción a Santa Rita de Cascia, de donde proviene el nombre del municipio y la razón por la cual se reconocen dos patronas en su tradición religiosa.
En 1884 fue creado el Distrito Bolívar, conformado por Santa Rita, Cabimas y Lagunillas, designando como capital a la ciudad de Santa Rita. El primer presidente del Consejo Municipal del Distrito Bolívar fue Bonifacio Meléndez.
Finalmente, el 26 de junio de 1989, la Asamblea Legislativa del estado Zulia —presidida por Elio Castellano— creó el Municipio Autónomo Santa Rita, con la ciudad homónima como capital.
El Municipio quedó dividido en dos parroquias:
- Santa Rita (Zona Urbana).
- Pedro Lucas Urribarrí (Zona Rural).
- El 2 de enero de 1990 es Juramentado su Primer Alcalde Electo el Dr. Diuver Simón Hinestroza Valbuena.
- El 4 de enero de 1993, es Juramentado su segundo Alcalde Electo el Sr. Carlos Alfredo Barboza Azuaje.

En 1995 se crean las parroquias:
- José Cenobio Urribarrí y El Mene.
- El 4 de enero de 1996 es juramentado Alcalde nuevamente el Sr. Carlos Alfredo  Barboza Azuaje.

- El 26 de enero de 1999 es juramentado como Alcalde encargado el ciudadano Alenis José Guerrero Urrutia.

- El 31 de julio de 2000 es electo Alenis José Guerrero Urrutia como Alcalde del Municipio.
- El 31 de octubre de 2004 es Reelecto Alenis José Guerrero Urrutia como Alcalde del Municipio.

- El 23 de noviembre de 2008 fue Electo el Abg. Andrick José Oviedo como Alcalde del Municipio.

- El 8 de diciembre de 2013 fue electo el Tsu. Williams Antonio Pereira Romero como Alcalde del Municipio.

- El 10 de diciembre de 2017 fue Electo nuevamente Alenis José Guerrero Urrutia como alcalde del Municipio.
- El 21 de noviembre de 2021 fue Reelecto Alenis José Guerrero Urrutia como Alcalde de Municipio.
- El 27 de julio de 2025 es Electa Liz Carolina Piña Castillo como Alcaldesa del Municipio siendo la Primera Mujer en Ocupar este Cargo Electo por el Pueblo.

## Geografía

### Localización
El Municipio Santa Rita del Estado Zulia se encuentra ubicado en la Costa Oriental del Lago de Maracaibo. Su ubicación es la siguiente:
Su ubicación cartográfica es:
- 10°37’ Lat. N 71°08’ Long.W.
- 10°28’ Lat. N. 71°32’ Long. W.

Sus límites son:
- Por el Norte con: Municipio Miranda.
- Por el Este con: Municipio Miranda.
- Por el Sur con: Municipio Cabimas.
- Por el Oeste con: Lago de Maracaibo.

### Parroquias
El Municipio Santa Rita está formado 4 parroquias, que son:
| Parroquia              | Superficie | Población (2016) | Densidad       | Ubicación |
| ---------------------- | ---------- | ---------------- | -------------- | --------- |
| El Mene                | 27 km²     | 6.308. hab.      | 233,63 hab/km² |           |
| José Cenobio Urribarrí | 54 km²     | 14.439 hab.      | 267,39 hab/km² |           |
| Pedro Lucas Urribarrí  | 325 km²    | 5.939. hab.      | 9,04. hab/km²  |           |
| Santa Rita             | 99 km²     | 34.617 hab.      | 307,16 hab/km² |           |
| Municipio Santa Rita   | 505 km²    | 61 303 hab.      | 107,12 hab/km² |           |

### Geología
Está conformado en su totalidad por el Cuaternario Cenozoico (último período). No se halla ningún tipo de rocas ígneas o metamórficas, encontrándose parte del Eoceno y Mioceno recubierto en su totalidad por el Cuaternario. La formación Misoa de edad Eoceno aflora en la localidad de El Mene y en la carretera Lara - Zulia.

### Relieve
Está formado por tierras bajas y casi planas a medida que va descendiendo al Lago de Maracaibo con pequeñas alturas al este en la sierra de Siruma o El Empalado.

### Suelo
La distribución de los suelos se caracteriza por ser de origen reciente. Estos son: arcillosos, ondulados, moderadamente erosionados; ondulados excesivamente drenados; escabrosos quebrados en la zona este, específicamente, y arcillosos imperfecta- mente drenados salinosos en la costa del Lago de Maracaibo. Este tipo de suelo permite un mayor desarrollo de la agricultura.

### Clima
Es un clima cálido y seco, caracterizado por sus escasas precipitaciones y altas temperaturas registradas a lo largo del año. Las lluvias ocurren en dos períodos, mayo y octubre-noviembre.

### Vegetación
Conformado por dos tipos de zonas de vida; en la parte este se encuentra el bosque seco tropical y a medida que se incrementa el área urbana hacia la costa del Lago, bosque muy seco tropical.

### Hidrografía
Conformado por dos ríos principales: el río Aurare y el río Mene u Olaya al norte, tiene por el oeste la costa del Lago de Maracaibo; además, al sur, una pequeña red de ríos con carácter intermitente.

### Centros poblados
Se observa que estos valores están muy bien demarcados, encontrándose su población ubicada en los poblados costaneros, por contar con mejores condiciones de infraestructura, por lo que hay una gran densidad de población en comparación con el área urbana.
Entre sus poblaciones se encuentran:
- Palmarejo
- Punta Iguana
- Barrancas
- Santa Rita
- Puerto Escondido
- El Güere
- El Mene
- El Guanábano
- Tolosa
- Monte Pío

## Transporte
La principal vía de comunicación es la Intercomunal Pedro Lucas Urribarrí, la cual atraviesa el municipio de noroeste al sureste, siendo el eje principal de la zona. Interestatal la Lara-Zulia y Falcón Zulia también cruzan al Municipio convirtiéndolo en un importante Vías de comunicación punto de conexión con el Centro y Occidente del país, presenta además otras vías secundarias que conectan a los diferentes centros poblados, presenta. Consta a su vez con innumerables puertos de cabotaje menor para la actividad pesquera. No presenta aeropuertos.
La Av Pedro Lucas Urribarrí cuenta con numerosos reductores de velocidad, la Av Independencia, parte de la Plaza Bolívar y conecta la Pedro Lucas con la Carretera Lara - Zulia.
Santa Rita cuenta con un terminal de pasajeros municipal entre la alcaldía y la iglesia frente a la plaza Bolívar el cual conecta la población con otros municipios algunas líneas de carros por puesto son:
Santa Rita - Cabimas (logo rojo con letras amarillas)
Santa Rita - Maracaibo (logo verde con letras amarillas)
Puerto Escondido - Maracaibo (Ruta Comunal Villa Santa Rita II)

## Economía
El potencial económico del municipio lo constituyen la industria petroquímica, con plantas como PRALCA, la pesca, tanto de peces como de camarones del Lago de Maracaibo, además de su actividad agropecuaria.
Posee también las instalaciones del Hipódromo Nacional de Santa Rita, y el peaje del Puente Sobre el Lago de Maracaibo.
En los últimos años el sector agrícola ha cobrado importancia, destacándose su producción en los siguientes rubros: maíz, sorgo, yuca, plátano (el cual se produce en todo el municipio) y gracias a las condiciones físicas del municipio y a las nuevas tecnologías aplicadas puede ser exportado en grandes cantidades. En el sector ganadero también presenta buenas producciones en los renglones de porcinos, bovinos, aves, leche (bovinos), además de huevos y la producción pesquera, que es una de las más significativas a escala regional.
La actividad pesquera es muy importante desde el punto de vista del empleo y la producción que genera dentro de la economía del municipio. Dentro de las especies predominantes se encuentran el cangrejo, la corvina y el sábalo.
Actualmente presenta problemas debido al proceso de contaminación, lo que ocasiona una disminución en el proceso productivo de tan importante recurso. También se están desarrollando otras industrias en el campo de la química destinada a producir alcoholes hidratados y otros productos que cuentan con la inversión de capital nacional y extranjero.

### Turismo
El Municipio Santa Rita posee un gran número de atractivos turísticos, comenzando con el Lago de Maracaibo de gran belleza escénica que bordea gran parte del municipio, 16 Kilómetros de playa, igualmente pueden encontrarse Ciénagas, Islas de gran valor paisajístico, variedad de instalaciones de agua y playa y de otros deportes, recreación (Hipódromo nacional de Santa Rita) equipamiento de alojamiento de otros servicios.
De igual manera se realizan durante todo el año importante acontecimientos programados como lo son las fiestas patronales, corrida de toros, clásicos hípicos internacionales, encuentros deportivos regionales y nacionales, toros coleados, piques fangueros, festivales de músicas criolla, etc.

#### Hipódromo de Santa Rita
El hipódromo nacional de Santa Rita se encuentra ubicado en la parroquia José Cenobio Urribarrí en la carretera Falcón - Zulia, cerca de las poblaciones de Palmarejo y Barrancas. Fue inaugurado el 11 de noviembre de 1988 por el entonces presidente de la República Jaime Lusinchi, para sustituir al hipódromo de la Limpia que funcionó en Maracaibo. El hipódromo tiene carreras de caballos una vez a la semana, y actualmente su popularidad ha disminuido desde que en el 2006 dejaron de transmitirse las carreras por televisión.

## Servicios Básicos
Santa Rita es el de mayor importancia, por su mayor población, por su ubicación y por los servicios básicos que presenta. El resto del municipio no recibe la atención con que cuenta la capital del municipio, por lo que muchos de los pequeños centros poblados presentan deficiencias en el suministro de los servicios. Cuenta con energía eléctrica, que es abastecida por Enelco a todos los sectores del municipio. La red de gas se está implantando, pero es servida a través de cilindros de gas (bombonas). El servicio telefónico suministrado por CANTV está expandiéndose y abarca en la actualidad varios sectores, Entre los servicios que son deficientes se encuentra el aseo urbano, el cual sólo atiende al 60% de la población. El agua es servida por Hidrolago también a un 60% de la población en forma parcial, acentuándose la deficiencia de su suministro en los centros rurales. El correo, en tanto, es otro servicio poco satisfactorio, ya que cuenta con sólo una oficina mal acondicionada para esta actividad.

## Símbolos Municipales

### Bandera

Bandera del Municipio Santa Rita.

Es un rectángulo dividida en dos Franjas de igual tamaño entre ambas una estrella, en la superior inmediata al asta, un rayo diagonal hacia casi encontrarse con aquella el espacio rectangular superior es azul y el inferior es rojo, siendo la estrella y el rayo amarillo.
El azul representa nuestro legendario lago pila bautismal de nuestra patria, en cuyo islote de laja y plano arriba, el más cercano al paralelo diez (X) inidicando la expedición de Don Alonso de Ojeda, que habría estado en la población indígena de Venezuela a menos de una milla del litoral Santarritense.
El rojo, la sangre derramada por los nativos de la legionaria Santa Rita en aras de la independencia, de manera muy especial en la Batalla naval del lago de Maracaibo.
La estrella del centro y su color amarillo representa la aspiración justa y legitima de los santarritenses con el resto de los Zulianos, de ver en un día la estrella del Zulia también en el pabellón nacional, habida cuenta de que nuestra provincia declaró su independencia el 28 de enero de 1821.
El rayo por igual amarillo, significa el Faro del Catatumbo vista en forma maravillosa desde la costa de Santa Rita, simbolizando, a la vez, para su pueblo, el rumbo cierto de su destino histórico, a pesar de las dificultades interpuesta en su dilatado derrotero.
La Bandera de Santa rita fue decretada el 6 de noviembre de 1990.

### Escudo

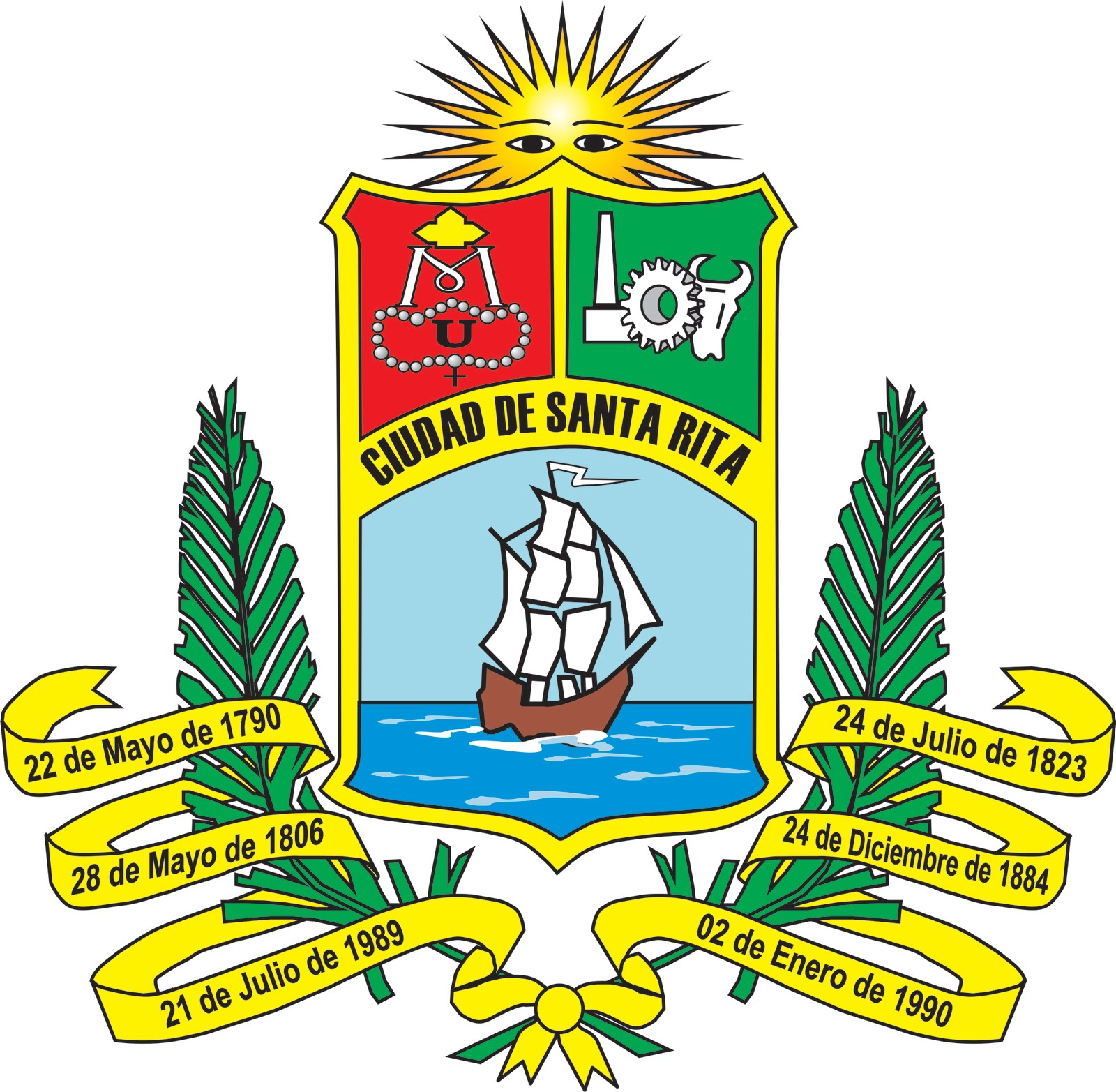
Escudo del Municipio Santa Rita.

El escudo de Santa Rita contiene los años más importantes de su historia desde el descubrimiento de su costa por Don Alonso de Ojeda hasta el presente.
Los elementos distribuidos en sus tres cuarteles se explican del modo que sigue:
En parte superior entre los dos cuarteles se observa un sol que vigila con ojo resplandeciente el municipio.
En el cuartel superior izquierdo contiene el rosario, la corona, la letra"M" de madre símbolo de la Virgen del Rosario de Aránzazu Patrona del municipio.
En el cuartel superior derecho encontramos una torre petrolera con un engranaje y una cabeza de ganado, que representan las actividades petroleras, industriales y ganaderas del municipio.
En el cuartel inferior se encuentra el buque "confianza" representando el bergantín las piraguas y otras embarcaciones a bordo de los cuales los Santarritenses hicieron prodigios de valor frente a la costa de la Gran Canaria el Atlántico y el lago de Maracaibo.
En la parte Inferior bordeando el Escudo se observan dos palmas de coco, unidas en sus raíces formando la letra "V" indicando el largo que bordea todo el perímetro de su orilla lacustre enlazando las palmas se observa una cinta de color blanco en las cuales se encuentran inscritas las siguientes fechas:
- 22 de mayo de 1790 (Fundación de Santa Rita).
- 28 de mayo de 1806, es elevada Santa Rita parroquia Eclesiástica.
- 24 de diciembre de 1884 (creación del Distrito Bolívar).
- 24 de julio de 1823 (Batalla Naval del Lago).

### Himno
Es una recopilación de los hechos históricos en los cuales Santa Rita tuvo una importante participación, siendo factor decisivo en la lucha por la independencia de Venezuela.
El autor de su letra fue el Dr. Vinicio Nava Urribarrí, quien fue cronista del municipio Santa Rita y miembro de la academia de la historia del Estado Zulia. Y su música es del Profesor Alberto Villasmil Romay decretado el 24 de diciembre de 1990.

## Política y gobierno

### Alcaldes
| Período     | Alcalde           | Partido político / Alianza | % de votos | Notas |
| ----------- | ----------------- | -------------------------- | ---------- | --- |
| 1990- 1993  | Diuver Hinestroza | Copei                      | 49,41      | Primer alcalde bajo elecciones directas |
| 1993 - 1996 | Carlos Barboza    | AD                         | 51,29      | Segundo alcalde bajo elecciones directas |
| 1996- 1999  | Carlos Barboza    | AD                         | -          | Reelecto |
| 1999 - 2000 | Alenis Guerrero   | AD                         | -          | (Alcalde encargado después de la renuncia del alcalde Carlos Barboza para postularse a la Asamblea Nacional Constituyente)(se realizaron elecciones generales adelantadas en el 2000 debido a la aprobación de la Constitución de 1999) |
| 2000 - 2004 | Alenis Guerrero   | AD                         | 61,52      | Tercer alcalde bajo elecciones directas |
| 2004 - 2008 | Alenis Guerrero   | AD                         | 60,04      | Reelecto |
| 2008 - 2013 | Andry Oviedo      | AD                         | 51,46      | Cuarto alcalde bajo elecciones directas (se postergan 1 año las elecciones municipales pautadas para finales del 2012) |
| 2013 - 2017 | William Pereira   | PSUV                       | 51,69      | Quinto alcalde bajo elecciones directas |
| 2017 - 2021 | Alenis Guerrero   | AD                         | 51,06      | Sexto alcalde bajo elecciones directas |
| 2021 - 2025 | Alenis Guerrero   | AD MUD                     | 51,67      | Reelecto |
| 2025 - 2029 | Liz Carolina Piña | PSUV                       | 55,6       | Primera Alcadesa del Municipio y Séptimo Alcalde electo bajo elecciones directas |

### Concejo Municipal
Período 2025 - 2029
| Concejales        | Partido político / Alianza |
| ----------------- | -------------------------- |
| Carmen Suárez     | PSUV                       |
| Elizabeth Barrera | PSUV                       |
| María Isaac       | PSUV                       |
| Ana Urribarri     | PSUV                       |
| Norilma Orozco    | PSUV                       |
| Alexis Oviedo     | AD                         |
| Darwin Farias     | (Representación Indígena)  |